# Thomas Rosales Jr.
Thomas Rosales Jr. (* 3. Februar 1948 in El Paso, Texas) ist ein US-amerikanischer Schauspieler und Stuntman, der in mehr als 180 Produktionen eingesetzt wurde.
Rosales’ erste Arbeit als Stuntman war in dem Film Die Schlacht um den Planet der Affen (1973), wo er aber nicht im Abspann genannt wurde. 1978 hatte er einen kleinen Auftritt im Film Der Mann aus San Fernando, ehe er mit dem Film Jeder Kopf hat seinen Preis (1980) als „Bernardo“ seine erste größere Rolle hatte. Seither spielte er meistens kleinere Nebenrollen als Verbrecher, Schläger oder kleinere Handlanger.

## Filmografie (Auswahl)
- 1973–1977: Notruf California (Emergency!, Fernsehserie, 9 Folgen)
- 1974: Barnaby Jones (Fernsehserie, Folge 2x20)
- 1978: Der Mann aus San Fernando (Every Which Way But Loose)
- 1980: Jeder Kopf hat seinen Preis (The Hunter)
- 1980: Getting Wasted
- 1981: Nachtfalken (Nighthawks)
- 1982: Ein Colt für alle Fälle (The Fall Guy, Fernsehserie, eine Folge)
- 1982: Talon im Kampf gegen das Imperium (The Sword and the Sorcerer)
- 1983: Das fliegende Auge (Blue Thunder)
- 1983: Max Dugans Moneten (Max Dugan Returns)
- 1985: Phantom-Kommando (Commando)
- 1985: Drei Engel auf der Todesinsel (The Lost Empire)
- 1985;1986: Das A-Team (The A-Team, Fernsehserie, 5 Folgen)
- 1985: Sie nannten ihn Stick (Stick)
- 1985: Police Academy 2 – Jetzt geht’s erst richtig los (Police Academy 2: Their First Assignment)
- 1986: Unglaubliche Geschichten (Amazing Stories, Fernsehserie, eine Folge)
- 1986: Der City Hai (Raw Deal)
- 1986: Airwolf (Fernsehserie, eine Folge)
- 1986: Gnadenlos (No Mercy)
- 1987: Running Man (The Running Man)
- 1987: La Bamba
- 1988: Deadly Stranger
- 1988: MacGyver (Fernsehserie, Folge 3x16)
- 1989: Die Schöne und das Biest (Beauty and the Beast, Fernsehserie, eine Folge)
- 1989: Wings of Freedom
- 1990: Predator 2
- 1990: RoboCop 2
- 1990: Mit stählerner Faust (Death Warrant)
- 1990: Drug Wars – Das Camarena-Komplott (Drug Wars – The Camarena Story, Miniserie)
- 1990: Kindergarten Cop
- 1991: Eine Perfekte Waffe (The Perfect Weapon)
- 1991: Alligator II – Die Mutation (Alligator II: The Mutation)
- 1991: Selbstjustiz – Ein Cop zwischen Liebe und Gesetz (One Good Cop)
- 1991: Gefährlicher Engel (Sweet Poison, Fernsehfilm)
- 1991: Ricochet – Der Aufprall (Ricochet)
- 1992: Universal Soldier
- 1993: Der Tod kommt auf vier Pfoten (Man’s Best Friend)
- 1993: Last Action Hero
- 1993: Extreme Justice
- 1993: Ohne Ausweg (Nowhere to Run)
- 1993–2000: Walker, Texas Ranger (Fernsehserie, 7 Folgen)
- 1993: Dr. Quinn – Ärztin aus Leidenschaft (Dr. Quinn, Medicine Woman, Fernsehserie, eine Folge)
- 1994: The Crow – Die Krähe (The Crow)
- 1994: Speed
- 1994: Beverly Hills Cop III
- 1994: Babylon 5 (Fernsehserie, 2 Folgen)
- 1994: Jimmy Hollywood
- 1995: Heat
- 1995: Superman – Die Abenteuer von Lois & Clark (Lois & Clark: The New Adventures of Superman, Fernsehserie, eine Folge)
- 1995: Meine verrückte Familie (My Family)
- 1995: Blood Line (The Tie That Binds)
- 1995: Lauf, Jane lauf! (See Jane Run, Fernsehfilm)
- 1996: Last Man Standing
- 1996: Tremors 2 – Die Rückkehr der Raketenwürmer (Tremors II – Aftershocks)
- 1996: Foxy Fantasies (Fernsehserie, eine Folge)
- 1997: Con Air
- 1997: Im Körper des Feindes (Face/Off)
- 1997: L.A. Confidential
- 1997: Vergessene Welt: Jurassic Park (The Lost World: Jurassic Park)
- 1998: The Replacement Killers – Die Ersatzkiller (The Replacement Killers)
- 1998: John Carpenters Vampire (John Carpenter’s Vampires)
- 1998: Auf der Jagd (U.S. Marshals)
- 1998: Deep Impact
- 1999: Akte X – Die unheimlichen Fälle des FBI (The X-Files, Fernsehserie, Folge 6x10)
- 1999: Angel – Jäger der Finsternis (Angel, Fernsehserie, 2 Folgen)
- 2000: Traffic – Macht des Kartells (Traffic)
- 2000: Kidnapped – Tödlicher Sumpf (Held for Ransom)
- 2001: Ocean’s Eleven
- 2002: Slackers
- 2002: Men in Black II
- 2002: Schwere Jungs (Stealing Harvard)
- 2002: Emergency Room – Die Notaufnahme (ER, Fernsehserie, 2 Folgen)
- 2002: Reine Nervensache 2 (Analyze That)
- 2003: Reno 911! (Fernsehserie, eine Folge)
- 2003: Fluch der Karibik (Pirates of the Caribbean: The Curse of the Black Pearl)
- 2003: Reich und Schön (The Bold And The Beautiful, Fernsehserie, eine Folge)
- 2004: Collateral
- 2005: Detective (Fernsehfilm)
- 2006: Running Scared
- 2006: Jede Sekunde zählt – The Guardian (The Guardian)
- 2006, 2012: Navy CIS (NCIS, Fernsehserie, 2 Folgen)
- 2007: Delta Farce
- 2008: Superhero Movie
- 2009: Brüno
- 2012: Act of Valor